# Skrzeczeniec
Skrzeczeniec – część wsi Kopana w Polsce, położona w województwie mazowieckim, w powiecie piaseczyńskim, w gminie Tarczyn. Niegdyś wieś, obecnie administracyjnie należy do sołectwa Kopana.
Nazwa "Skrzeczeniec" funkcjonuje jedynie wśród lokalnej ludności. 
W latach 1975–1998 Skrzeczeniec należał administracyjnie do województwa warszawskiego, leżał wtedy przy granicy z ówczesnym województwem radomskim.